# Бервино, Иван Мартынович
Иван Мартынович Бервино (30 мая 1899 года, слобода Морозовка, Воронежская губерния — неизвестно) — советский военный деятель, полковник (1943 год).

## Биография
Иван Мартынович Бервино родился 30 мая 1899 года в слободе Морозовка (ныне Россошанского района Воронежской области).

### Гражданская война
В сентябре 1918 года был призван в ряды РККА и направлен красноармейцем в 1-й Кексгольмский стрелковый полк.
Находясь на должности командира отделения 7-го кавалерийского полка (40-я Богучарская стрелковая дивизия), а с декабря 1919 года — на должности командира взвода 2-го Донского кавалерийского полка (2-я Конная армия), принимал участие в ходе подавления Вёшенского восстания, а также в боевых действиях против войск под командованием А. И. Деникина и П. Н. Врангеля на Дону, в Северной Таврии и Крыму.

### Межвоенное время
В июне 1921 года Бервино был назначен на должность командира взвода сначала в 8-м Сибирском кавалерийском полку (10-я кавалерийская дивизия, Туркестанский фронт), а в июне 1923 года — на должность командира взвода в 46-м кавалерийском полку (6-я отдельная Алтайская кавалерийская бригада, Туркестанский фронт). Принимал участие в ходе борьбы с басмачеством. В сентябре 1924 года был уволен в запас.
В июне 1935 года был повторно призван в ряды РККА и направлен кавалерийские курсы усовершенствования командного состава в Новочеркасске, по окончании которых в сентябре 1935 года был назначен на должность помощника начальника штаба 94-го кавалерийского полка (24-я кавалерийская дивизия, Белорусский военный округ), в октябре 1936 года — на должность начальника 4-й части штаба 24-й кавалерийской дивизии, а в январе 1938 года — на должность помощника командира 94-го кавалерийского полка.
С октября 1937 по ноябрь 1938 года заочно учился в Военной академии имени М. В. Фрунзе.
В октябре 1938 года был назначен на должность начальника 11-й части штаба Белорусского военного округа, а в декабре — на должность помощника начальника отдела коннозаводства Управления военно-конными заводами РККА в Северо-Кавказском военном округе.
В октябре 1940 года поступил на 3-й курс Военной академии имени М. В. Фрунзе, которую закончил в июле 1941 года.

### Великая Отечественная война
В сентябре 1941 года Бервино был назначен на должность начальника штаба 27-й кавалерийской дивизии (4-я армия, резерв Ставки ВГК, с октября — в составе Волховского фронта), которая принимал участие в ходе Тихвинской наступательной операции.
После окончания ускоренного курса при Высшей военной академии имени К. Е. Ворошилова в ноябре 1942 года Бервино был назначен на должность начальника штаба 191-й стрелковой дивизии (52-я армия, Волховский фронт), в ноябре 1943 года — на должность начальника штаба 115-го стрелкового корпуса (54-я армия, Волховский, а с 15 февраля 1944 года — Ленинградский фронты). Корпус успешно действовал в ходе Ленинградско-Новгородской наступательной операции, за что полковник Иван Мартынович Бервино был награждён орденом Красного Знамени. С 8 по 24 апреля 1944 года — исполнял должность командира 115-го стрелкового корпуса, который вёл оборонительные бои на Карельском перешейке. С конца апреля того же года исполнял должность начальника штаба этого же корпуса, после чего принимал участие в ходе Сандомирско-Силезской, Нижнесилезской, Верхнесилезской и Пражской наступательных операций.

### Послевоенная карьера
В июле 1945 года был назначен на должность начальника штаба 39-го гвардейского стрелкового корпуса (9-я гвардейская армия, Центральная группа войск). С июня 1946 года последовательно назначался на должности преподавателя кафедр общей тактики и тактики высших соединений, преподавателя по оперативно-тактической подготовке — тактического руководителя учебной группы основного факультета, старшего преподавателя и старшего тактического руководителя этих кафедр в Военной академии имени М. В. Фрунзе. В ноябре 1954 года был назначен на должность военного советника в Академии Генштаба Войска Польского.
Полковник Иван Мартынович Бервино в феврале 1956 года вышел в отставку.

## Награды
- Орден Ленина; (1955)
- Два ордена Красного Знамени (20.05.1944, 1950) ;
- Орден Суворова 2 степени (1945);
- Орден Кутузова 2 степени (06.04.1945);
- два ордена Отечественной войны 1 степени (21.06.1944, 06.11.1985);
- Орден Красной Звезды (1944);
- Медали[1].